# 海月岩
海月岩，位于中国广东省东莞市东莞市厚街镇涌口村，为东莞市的一个市、县级文物保护单位，类型为石窟寺及石刻，公布时间为1989年5月31日。
海月岩的历史年代为宋代。